# Maga a pokol (film, 2003)
A Maga a pokol (eredeti cím: In Hell) 2003-ban bemutatott amerikai akciófilm, melyet Eric James Virgets és Jorge Alvarez forgatókönyvéből Ringo Lam rendezett.
A főszerepben Jean-Claude Van Damme és Lawrence Taylor látható. Ez volt Van Damme és a hongkongi Lam harmadik közös filmje. A film 2003. november 25-én jelent meg DVD-n az Amerikai Egyesült Államokban.

## Cselekmény
Kyle LeBlanc (Van Damme) amerikai állampolgár, aki a tengerentúlon, Oroszországban dolgozik. Amikor telefonbeszélgetés közben meghallja, hogy feleségét megtámadták, hazasiet, de mire hazaér, a nőt már megerőszakolták és megölték. Bizonyíték hiányában az elkövető férfit nem találták bűnösnek, ezért Kyle saját kezébe veszi az ügyet és bosszúból a bíróságon megöli őt. Bűnéért életfogytiglanra ítélik. Egy kemény orosz börtönbe küldik, ahol harcokat rendeznek a rabok között, sok pénzt keresve ezzel a börtönigazgatónak.
Kyle-t is belekényszerítik a harcokba, a férfi új cellatársa, 451 (Lawrence Taylor) rádöbbenti, hogy miért is harcol igazából. Kyle már tudja, hogy miért kell harcolnia: a belső békéért. Ez az egyetlen út, hogy olyan legyen ismét, amilyen ezelőtt volt. Végül kitör egy börtönlázadás, ami lehetővé teszi 451-nek, hogy odaadjon egy jegyzetet Kyle-nak, amiben felsorolta az összes halálesetet, melyek az elmúlt évtizedekben történtek a börtönben. Amíg az őrök visszaszerzik az irányítást a börtön felett, 451 megmutatja a börtöngarázsba vezető titkos utat, ahol majd a következő lépést megteszik. Amikor két őr elvezeti Kyle-t a garázsba, 451 rájuk támad és megöli egyikőjüket. Kyle közben pisztolyt szegez a másik őr fejéhez, aki utasítás szerint kinyitja a kulccsal Kyle bilincsét. Felveszi az őr egyenruháját, és az egyik kocsival elhagyja a helyszínt. 451 visszamegy a börtönbe és megöli a vezérigazgatót. Sorsa ismeretlen, de Kyle most már képes visszatérni az Egyesült Államokba, és átadni a jegyzetet a kormánynak. Három hónappal később a börtönt bezárják.

## Szereplők
| Színész               | Szerep             | Magyar hang     |
| --------------------- | ------------------ | --------------- |
| Jean-Claude Van Damme | Kyle LeBlanc       | Mihályi Győző   |
| Lawrence Taylor       | 451                | Faragó András   |
| Marnie Alton          | Grey LeBlanc       | Fazekas Zsuzsa  |
| Malakai Davidson      | Malakai            | Wohlmuth István |
| Billy Rieck           | Coolhand           |                 |
| Jorge Luis Abreu      | Boltun             | Orosz István    |
| Lloyd Battista        | Hruschov generális | Áron László     |
| Michael Bailey Smith  | Valya              |                 |
| Robert LaSardo        | Usup               | Incze István    |
| Carlos Gómez          | Tolik              | Sörös Sándor    |
| Chris Moir            | Billy Cooper       | Dózsa Zoltán    |
| Paulo Tocha           | Victor             |                 |
| Shubka                | Juan Fernández     | Pipó László     |
| Andrei                | Raicho Vasilev     | Bácskai János   |

## Fordítás
- Ez a szócikk részben vagy egészben  az   In Hell című angol Wikipédia-szócikk fordításán alapul.  Az eredeti cikk szerkesztőit annak laptörténete sorolja fel. Ez a jelzés csupán a megfogalmazás eredetét és a szerzői jogokat jelzi, nem szolgál a cikkben szereplő információk forrásmegjelöléseként.